# Ceremonia del té japonesa

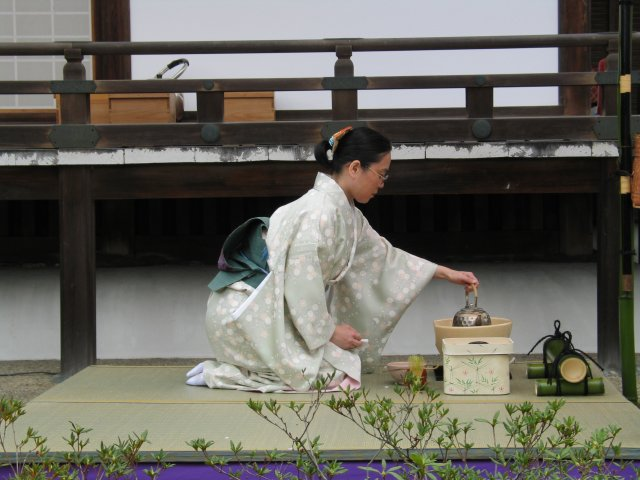
Una mujer con kimono realiza la ceremonia del té en posición seiza sobre un tatami.

La ceremonia japonesa del té (cha-no-yu, chadō o sadō?) es una forma ritual de preparar té verde o matcha (抹茶?), influenciada por el budismo zen, sirviéndose a un pequeño grupo de invitados en un entorno tranquilo. Es una manifestación significativa de la historia y la cultura japonesa tradicional. Aprender la práctica de la ceremonia del té es estudiar la cultura japonesa.
Cha-no-yu (茶の湯?   literalmente, "agua caliente para el té") se refiere usualmente a una ceremonia individual, mientras que sadō o chadō (茶道?   "el camino del té") se refiere al estudio o doctrina de la ceremonia del té. La pronunciación sadō se prefiere en tradiciones de Té de samurái como Ueda Sōko-ryū, mientras que chadō se prefiere en la tradición Urasenke. Hay muchos otros "caminos de vida" en la cultura japonesa: el camino de la energía y la armonía  Aikidō, el camino de las flores Ikebana, el camino de la caligrafía shodō, el camino de la pintura Kaiga, etc. La arquitectura, la jardinería, la pintura y el arte de la cerámica han sido también influenciados por la ceremonia del té.
Cha-ji (茶事?) alude a una ceremonia del té completa, incluyendo una frugal comida (kaiseki), té ligero (usucha) y té espeso (koicha), prolongándose aproximadamente cuatro horas. Chakai (茶会 literalmente "cita del té"?) no incluye el kaiseki. Dado que quien realice la ceremonia debe estar familiarizado con la producción y los tipos de té, además del kimono, la caligrafía, el arreglo floral, la cerámica, incienso, suiseki y un amplio abanico de otras disciplinas y artes tradicionales además de las prácticas de la ceremonia en el colegio, el estudio de las mismas toma muchos años, a menudo una vida completa. Incluso para participar como invitado en una ceremonia del té formal se requieren conocimientos de los gestos y posturas adecuados y las frases que se esperan, la manera apropiada de tomar el té y los dulces y la conducta general en la sala del té.
En las universidades japonesas, se ofrece la enseñanza de la ceremonia del té con los siguientes objetivos: hacer la vida cotidiana más agradable, vivir en armonía con los cambios de las estaciones, llegar a ser una persona de gusto refinado, llegar a ser una persona honesta y sin miedo, crear mejores relaciones humanas y tener buenos modales.

## Historia
La ceremonia del té requiere años de práctica y aprendizaje... con todo, el conjunto de este arte, en cuanto a sus detalles, no significa más que hacer y servir una taza de té. El asunto supremamente importante es que dicho acto debe realizarse de la manera más perfecta, más educada, más graciosa y más encantadora posible
Lafcadio Hearn

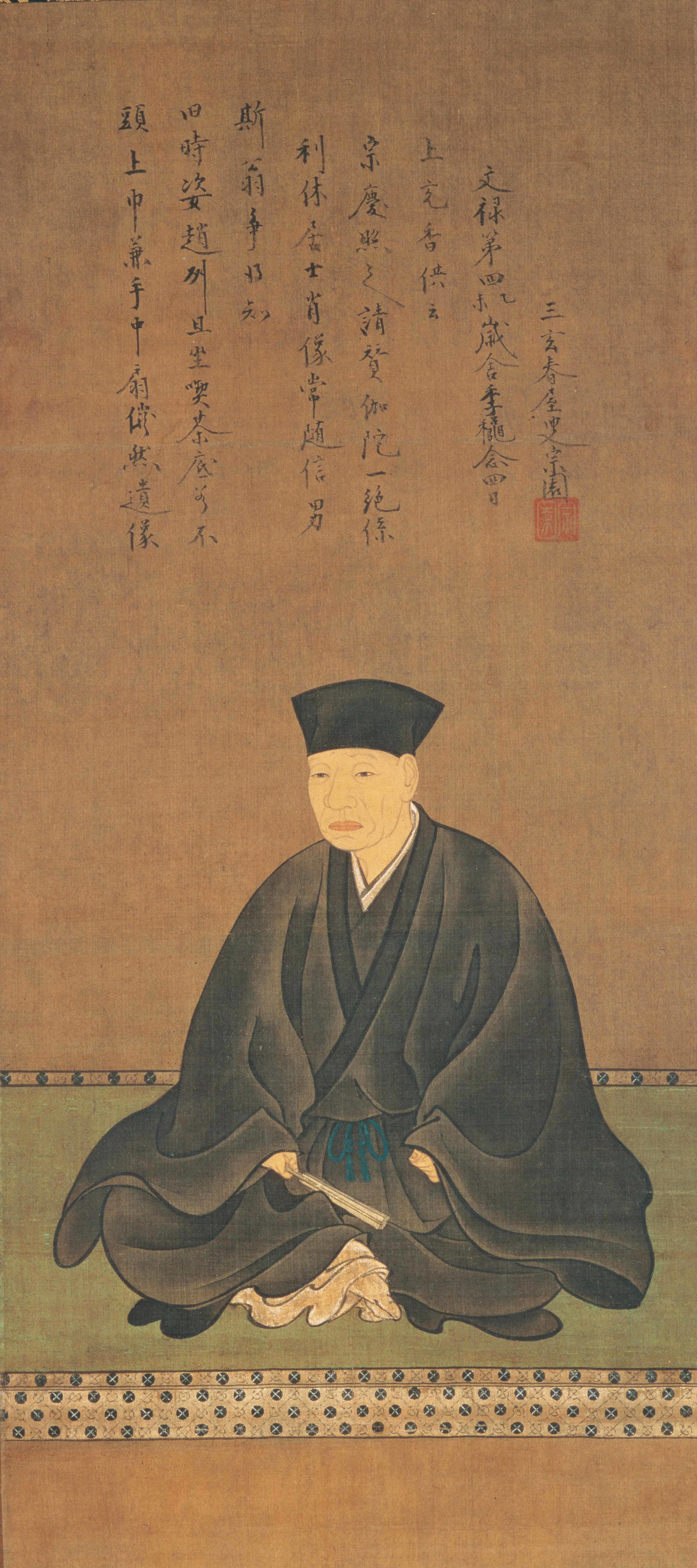
El maestro Sen no Rikyū, considerado el padre de la ceremonia del té (pintado por Hasegawa Tōhaku).

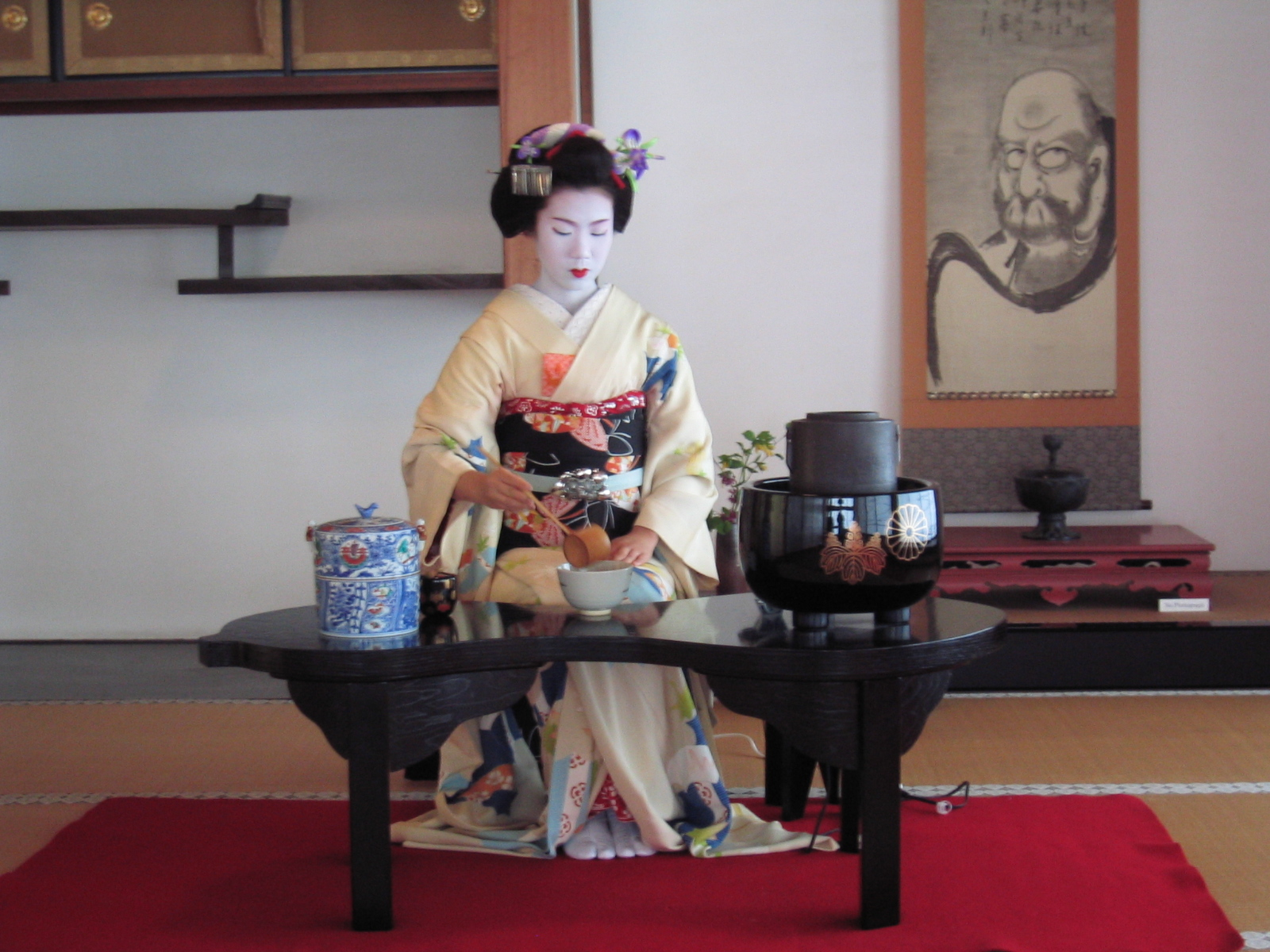
Una maiko hace un té de estilo ryūrei donde se usan una mesa y una silla; se pueden ver de izquierda a derecha el contenedor de agua dulce, el carrito, el tazón y la olla de hierro.

El té fue introducido en Japón durante el siglo IX por los monjes budistas de China, donde se conocía, según la leyenda, desde hacía milenios. El té se hizo rápidamente popular en Japón y se comenzó a cultivar localmente.  
La costumbre de beber té, primero como bebida medicinal y luego simplemente por placer se hallaba ya extendida ampliamente en China. A comienzos del siglo IX, el autor chino Lu Yu escribió el Ch'a Ching (Clásico de té), un tratado sobre su cultivo y preparación. La vida de Lu Yu se encontraba fuertemente influenciada por el budismo, particularmente por la escuela chan, que evolucionó al zen en Japón, y sus ideas tuvieron gran importancia en el desarrollo de la ceremonia del té japonesa.
En el siglo XII, una nueva forma de té, matcha, se introdujo. Este polvoriento té verde, extraído de la misma planta que el té negro, pero sin fermentar, fue usado en rituales religiosos de los monasterios budistas. Para el siglo XIII, los samurái comenzaron a preparar y beber matcha y los pilares de la ceremonia del té fueron erigidos.
La ceremonia del té evolucionó a una "práctica transformativa" y comenzó a desarrollar su propia estética, en particular el wabi. Wabi (佗 significando quietud o refinamiento?) sobrio, o gusto sometido "es caracterizado por la humildad, moderación, simplicidad, naturalidad, profundidad, imperfección, y simples objetos y arquitectura, sin adornos, enfáticamente asimétricos, y la celebración de la belleza suave que el tiempo y el cuidado imparten a los materiales". (Introducción: Chanoyu, el Arte del Té, en la página Urasenke de Seattle) . Ikkyu, que revitalizó el Zen en el siglo XV, tuvo una profunda influencia en la ceremonia del té.
Para el siglo XVI, el té se había extendido a todos los niveles de la sociedad japonesa. Sen no Rikyu, quizás la más conocida y respetada figura histórica en la ceremonia del té, introdujo el concepto de ichi-go ichi-e (一期一会?   literalmente, "un encuentro, una oportunidad"), una creencia de que cada encuentro debería ser atesorado ya que podría no volver a repetirse. Sus enseñanzas derivaron en el desarrollo de nuevas formas de arquitectura y jardines en Japón, las Bellas Artes, las artes aplicadas, y en el desarrollo completo del sadō. Los principios que asentó -Armonía (和 wa), respeto (敬 kei), pureza (清 sei) y tranquilidad (寂 jaku)- son, todavía, el centro de la ceremonia del té.

## La «casa de té»

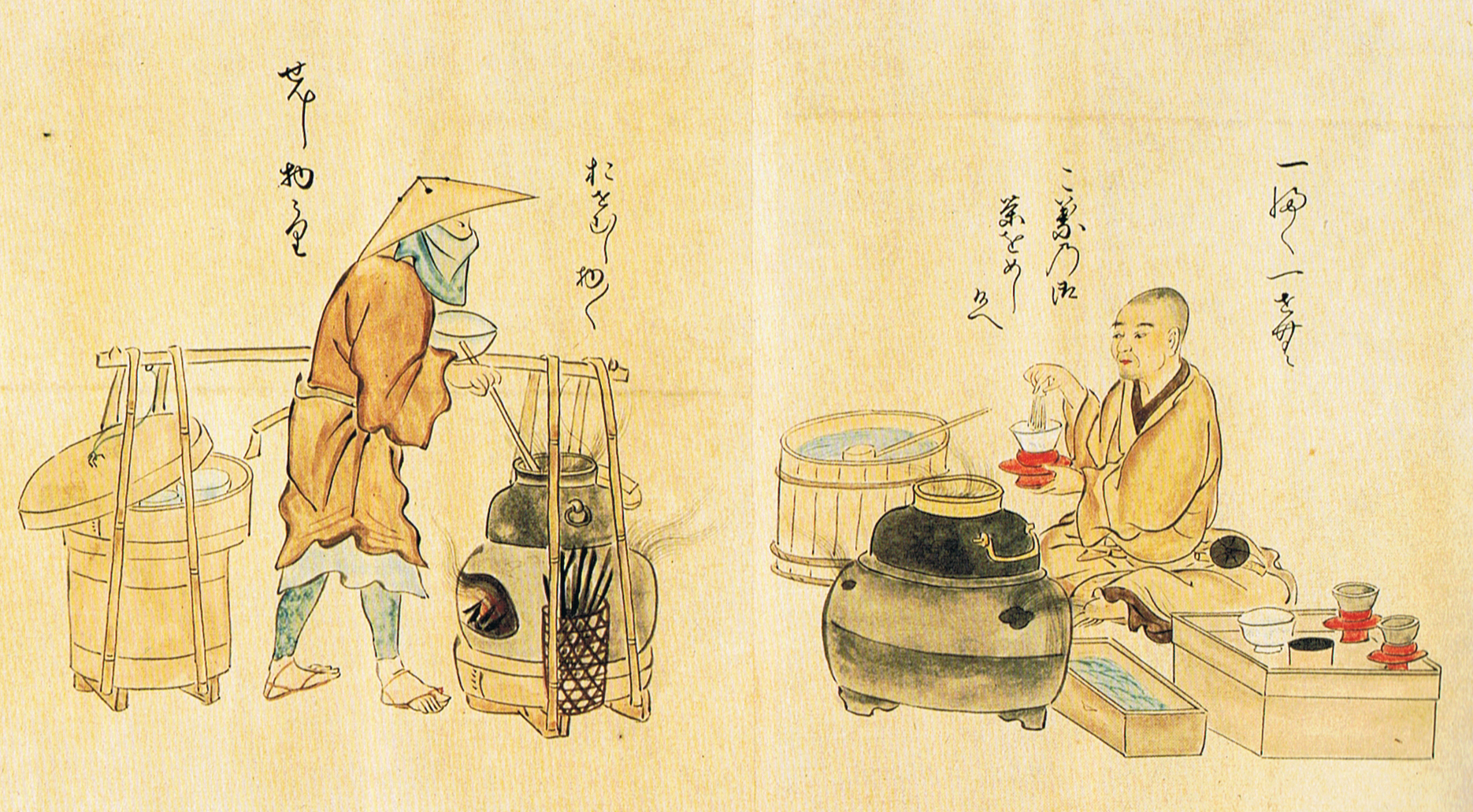
Monjes budistas y su relación con el té

En las ciudades actuales donde no hay mucho espacio, la ceremonia del té puede hacerse en cualquier lugar de la casa adaptado para ello, puesto que lo importante es ofrecer un entorno tranquilo con el espíritu de la ceremonia.
Originalmente, el chashitsu o la «casa de té» está situada en el jardín, los invitados esperan en el jardín y caminan a través de un sendero llamado roji, que ha sido rociado con agua. Esto significa la limpieza de todos los embrollos mentales. Además, los invitados aclaran su boca y se lavan las manos en un recipiente de piedra.
La «casa de té» es una pequeña cabaña construida con materiales naturales, tiene una entrada pequeña a través de la cual los invitados entran de rodillas, lo que significa que cualquier tipo de arrogancia es dejada fuera, solo los humildes pueden entrar. 
Los invitados dejan fuera los zapatos y normalmente se ponen unos calcetines blancos llamados tabi. Se acercan al tokonoma, una alcoba con un rollo suspendido en la pared. Hay dos tipos de rollos: de caligrafía o de pintura. El rollo representa el espíritu de su creador, también se elige en función de la persona invitada, y ésta se inclina ante él. Además hay un adorno de flores siempre naturales que tiene relación con la estación del año, y se llama chabana.
El anfitrión alimenta el fogón, cuyos cinco elementos representan el mundo material del taoísmo: el metal de la tetera, la madera del carbón, la tierra de la cerámica, el fuego y el agua.

## Comida
(懐石)El kaiseki o cha kaiseki (茶懐石) es un plato que se sirve durante una merienda formal. Cha kaiseki utiliza sólo ingredientes frescos de temporada, cocinados de forma que resalten sus sabores. Se presta especial atención a la selección de ingredientes y tipos de alimentos, y los platos terminados se sirven con esmero en utensilios que resaltan el aspecto y el tema estacional del plato. Los platos están artísticamente dispuestos y decorados, a menudo con auténticas hojas y flores comestibles que ayudan a realzar el sabor de la comida. Los platos y las joyas forman parte del kaiseki tanto como la comida; algunos podrían argumentar que la apreciación estética de la comida es incluso más importante que la física. 
Las comidas se sirven en pequeñas porciones en platos individuales. Cada visitante tiene su propia bandejita lacada; los invitados muy importantes pueden disponer de una mesa baja lacada aparte o de varias mesitas. 
Los dulces se entregan ritualmente al invitado principal una vez finalizada la comida.
Dado que el cha kaiseki suele ajustarse a las costumbres culinarias tradicionales japonesas, los platos de carne son poco frecuentes.

## Ropa
Muchos de los movimientos y elementos de la ceremonia del té tienen su origen en el uso del kimono. Por ejemplo, algunos movimientos están diseñados para apartar las mangas que cuelgan o para evitar que se ensucien. Otros movimientos permiten enderezar el kimono y la hakama.
Algunos aspectos de la ceremonia del té, como el uso del paño de seda fukus, no pueden realizarse sin kimono y obi o sustituto, ya que el paño se dobla y se mete en el obi durante la ceremonia. Otros objetos, como los kaishi, las pequeñas telas conocidas como kobukusa (小袱紗) y los abanicos, requieren que se lleven kimonos con cuello, mangas y obi para poder utilizarlos durante la ceremonia; de lo contrario, se debe encontrar un sustituto para mantener estos objetos sobre la persona.

## Referințe
1. ↑  «Kaiseki 懐石 or kaiseki 会席?». guide.michelin.com. Consultado el 4 de diciembre de 2024.
2. ↑  «Kaiseki ryori (懐石料理)». www.foodinjapan.org. Consultado el 4 de diciembre de 2024.
3. ↑  «Kaiseki». traditionalkyoto.com. Consultado el 4 de diciembre de 2024.
4. ↑  «Kaiseki Ryori: The Art of the Japanese Fine Dining». www.justonecookbook.com. Consultado el 4 de diciembre de 2024.
5. ↑  «Tea Ceremony in Japan». mai-ko.com. Consultado el 4 de diciembre de 2024.
6. ↑  «Kaiseki: The Japanese Fine Dining Experience». int.japanesetaste.com. Consultado el 4 de diciembre de 2024.
7. ↑  «Learn All About Kaiseki Cuisine Through These Must-Visit Kaiseki Restaurants». savorjapan.com. Consultado el 4 de diciembre de 2024.
8. ↑  «The Tea Ceremony: Exploring Its Tradition And Symbolism». teajubilee.com. Consultado el 4 de diciembre de 2024.
9. ↑  «8 Interesting Facts About Japanese Tea Ceremony». nilufertea.com. Consultado el 4 de diciembre de 2024.
10. ↑  «Japanese Tea Ceremony: Everything You Need To Know About This Time Honored Tradition». sakura.co. Consultado el 4 de diciembre de 2024.

- Datos: Q202298
- Multimedia: Chadō / Q202298